# Michał Pius Römer

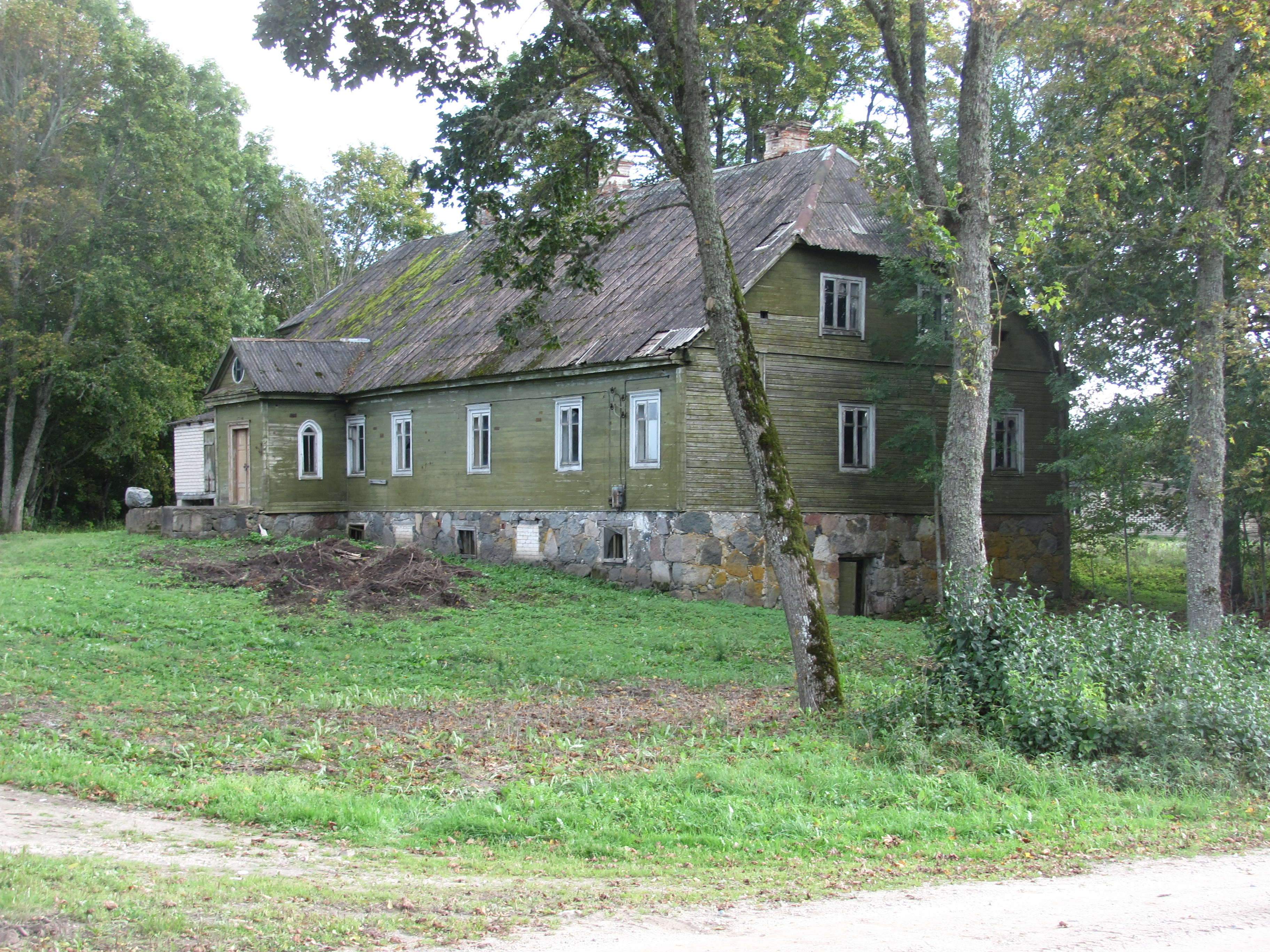
Dwór Rõmerów w Bohdaniszkach - wygląd współczesny

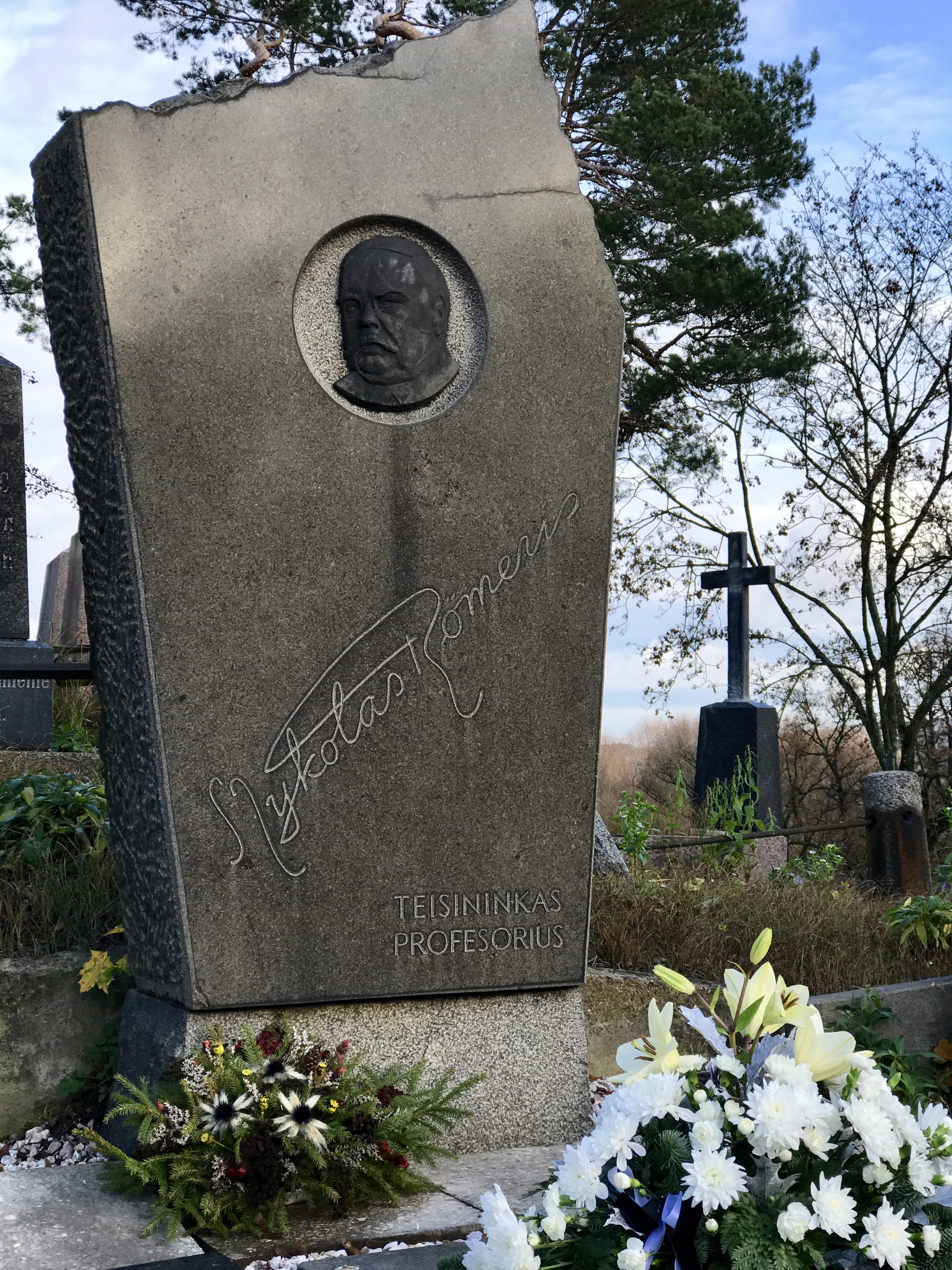
Nagrobek Michała Römera na cmentarzu na Rossie w Wilnie

Michał Pius Römer, Mykolas Pijus Römeris (ur. 7 maja 1880 w Bohdaniszkach, zm. 22 lutego 1945 w Wilnie) – polsko-litewski prawnik i polityk, dziekan Wydziału Prawa Uniwersytetu Witolda Wielkiego w Kownie i rektor tego uniwersytetu (1927–1928 i 1933–1939), profesor litewskiego Uniwersytetu Wileńskiego (1939–1943 i 1944–1945).

## Życiorys
Urodził się w spolonizowanej rodzinie ziemiańskiej Niemców bałtyckich. Syn Michała Kazimierza Römera i Konstancji z Tukałłów, był ostatnim przedstawicielem bohdaniskiej linii Römerów. Przez dwa lata uczył się w I Gimnazjum w Wilnie, następnie od 1892 przez dziesięć lat studiował prawo w elitarnej Cesarskiej Szkole Prawniczej w Sankt-Petersburgu, będącej połączeniem średniej szkoły ogólnokształcącej o charakterze gimnazjum klasycznego z wyższą uczelnią prawniczą. Jego wykładowcami byli m.in. Leon Petrażycki, Nikołaj Tagancew, Władimir Nabokow i Fiodor Martens, z których najwyżej cenił Petrażyckiego. Opuścił Petersburg w 1901 i przez rok studiował historię na Wydziale Filozoficznym Uniwersytetu Jagiellońskiego. Uczestniczył w wykładach Stanisława Smolki, Wiktora Czermaka i Karola Potkańskiego. W 1902 zrezygnował ze studiów, stwierdzając, że aspekt społeczny w historii nie był, jego zdaniem należycie uwzględniany. Jesienią 1902 wstąpił na wydział ekonomii społecznej Wolnej Szkoły Nauk Politycznych w Paryżu (franc. Ecole Libre des Sciences Politiques), jej ówczesnymi wykładowcami byli m.in. Albert Sorel, André Tardieu, Anatole Leroy-Beaulieu, u którego złożył pracę dyplomową Ustrój agrarny rosyjskiej wsi włościańskiej. Ponieważ nie przystąpił do egzaminu z ekonomii społecznej, dyplomu nie otrzymał.
W czasie pobytu w Paryżu aktywnie uczestniczył w życiu tamtejszej kolonii polsko-litewskiej, sympatyzował z Polską Partią Socjalistyczną. Latem 1905 wrócił na Litwę ogarniętą wrzeniem rewolucji 1905 roku, która ujawniła istnienie i siłę narodowego ruchu litewskiego. W młodości zwolennik krajowców. Był mistrzem loży wolnomularskiej „Litwa” powstałej w 1911, związał się z ruchem demokratów-postępowców. 
Po wybuchu I wojny światowej i złożeniu w 1915 przysięgi adwokackiej opuścił 27 maja 1915 Wilno i poprzez Odessę udał się do Rumunii, a dalej do Galicji. W delegaturze Naczelnego Komitetu Narodowego został przyjęty do Legionów Polskich i skierowany do Biura Prasowego Departamentu Wojskowego NKN w Piotrkowie. 28 sierpnia 1915 opuścił Piotrków, pragnąć wziąć udział w walce zbrojnej. 14 września 1915 po osobistej rozmowie z Józefem Piłsudskim w Kowlu został przydzielony do 1 Pułku Piechoty Legionów i pod pseudonimem Mateusz Rzymski wziął udział w kampanii wołyńskiej jako szeregowiec. Wkrótce zachorował i na dłuższy okres trafił do szpitala – w Rzeszowie, później Krakowie, gdzie przebywał do lutego 1916. Po okresie służby w Departamencie Wojskowym NKN, we wrześniu 1916 powrócił do 1 kompanii 1 batalionu 1 Pułku Piechoty Legionów na front do Grywiatki, następnie wraz z pułkiem do Baranowicz i Łomży. W czasie kryzysu przysięgowego w lipcu 1917 odmówił złożenia przysięgi na wierność cesarzowi niemieckiemu i został 18 lipca 1917 internowany w obozie w Szczypiornie. W sierpniu 1917 dzięki staraniom warszawskich przyjaciół został zwolniony z obozu i otrzymał nominację na sędziego pokoju w Kolnie w Królestwie Polskim, po roku przeniesiono go na stanowisko sędziego okręgowego w Łomży. W kwietniu 1919 po zajęciu Wilna przez Wojsko Polskie na prośbę Naczelnika Państwa udał się z tajną misją dyplomatyczną do Kowna, w celu przekonania Litwinów do związku państwowego z Polską. W koncepcji federacyjnej Piłsudskiego przewidziany był na stanowisko premiera rządu polsko-litewskiego w Wilnie. Po kategorycznej odmowie Litwinów, będąc przeciwnikiem rozwiązań siłowych, zrezygnował z misji i nie wszedł do Zarządu Cywilnego Ziem Wschodnich. Jednocześnie wizyta w Kownie i obserwacja państwowości litewskiej skłoniły go do podjęcia decyzji o wyjeździe na Litwę Kowieńską. W październiku 1919 nawiązał kontakt z władzami litewskimi sondując możliwość uzyskania stanowiska w formującym się sądownictwie litewskim. 20 marca 1920 opuścił Łomżę i po miesięcznym pobycie w Wilnie udał się 20 kwietnia do Kowna, gdzie 12 maja 1920 został mianowany sędzią Sądu Okręgowego. Dalsze swe życie związał z niepodległą Litwą, wycofując się z życia politycznego i poświęcając pracy zawodowej i naukowej.
Po zajęciu Wilna przez wojska generała Lucjana Żeligowskiego w październiku 1920 roku odmówił przyjęcia urzędu premiera Litwy Środkowej, wystosował otwarty list protestacyjny do Józefa Piłsudskiego i wyjechał do Kowna. W latach 1921–28 zasiadał w litewskim Sądzie Najwyższym, po 1922 roku pracował w Uniwersytecie Litewskim Witolda Wielkiego, w katedrze prawa. W latach 1927–1928 i 1933–1939 był rektorem tej uczelni.
W 1932 roku reprezentował Litwę w Trybunale Haskim, gdzie sądził w sprawie wypadków w Kłajpedzie związanych z działalnością Otto Böttchera. 
Jest uważany za jednego z najwybitniejszych specjalistów od prawa (w tym konstytucyjnego) międzywojennej Litwy.  W 2004 roku jego imię nadano Litewskiemu Uniwersytetowi Prawa w Wilnie. 
Pozostawił po sobie wiele tysięcy stron pisanych po polsku dzienników, obejmujących lata 1911–1945. Ich sześciotomowy wybór ukazał się w Warszawie w latach 2017–2019, nakładem Wydawnictwa Karta.

## Publikacje
- Michał Römer, Stosunki etnograficzno-kulturalne na Litwie, Kraków 1906. wersja zdigitalizowana
- Michał Römer, Litwa. Studyum o odrodzeniu narodu litewskiego, Lwów 1908. wersja zdigitalizowana
- Michał Römer, Dzień 6 sierpnia 1914 roku, Warszawa 1916. wersja zdigitalizowana
- Michał Römer, Litewskie stronnictwa polityczne, Wilno 1921. wersja zdigitalizowana
- Michał Römer, Litwini w Prusiech Książęcych, Kraków 1911. wersja zdigitalizowana
- Mykolas Römeris, Le système juridique des garanties de la souveraineté de la Lithuanie sur le territoire de Memel, Paris 1930.
- Mykolas Römeris, Valstybė ir jos konstitucinė teisė, Kaunas 1934–1939.
- Mykolas Römeris, Lietuvos konstitucinės teisės paskaitos (Cours de droit constitutionnel lithuanien), Kaunas 1937.
- Michał Römer, Zasługi Ludwika Krzywickiego wobec nauki litewskiej, w: Ludwik Krzywicki. Praca zbiorowa poświęcona jego życiu i twórczości, Warszawa 1938, Wyd. Instytut Gospodarstwa Społecznego.
- Michał Römer, Organizacja władzy politycznej w rozwoju konstytucyjnym Republiki Litewskiej, Warszawa 1939. wersja zdigitalizowana
- Michael von Römer, Die Verfassungsreform Litauens vom Jahre 1928, München 1930.
- Mykolas Römeris. Lietuva. Studija apie lietuvių tautos atgimimą. ISBN 9955-601-94-9
- Mykolas Römeris. Konstitucinės ir teismo teisės pasieniuose. ISBN 9986-9004-1-7
- Michał Römer, Dzienniki 1911–1945, t.1–6, wyd. Ośrodek Karta, Warszawa 2017–2018, ISBN 978-83-64476-79-2
- Michał Römer, Miłość z lupanaru. Dziennik intymny wileńskiego adwokata, wyd. Ośrodek KARTA, Warszawa 2019, ISBN 978-83-65979-59-9